# James Beattie (författare)
James Beattie, född 25 oktober 1735 och död 18 augusti 1803, var en skotsk filosof och diktare.
Beattie var professor i Aberdeen. Tillsammans Thomas Reid är han den främste representanten för common sense-filosofin, vilken med åberopande av det allmänna människoförståndet bekämpade David Humes skepsis. Han främsta verk är An essay on the nature and imutability of truth (1770) där han sökte bevisa de moraliska normernas allmänna och eviga giltighet. Han utgav även en diktsamling, The minstrel.